# Mene oblonga
Mene oblonga és una espècie extinta de peix pertanyent a la família dels mènids, el qual va aparèixer per primera vegada durant el període Lutecià de l'Eocè a l'oceà de Tetis. Hom creu que menjava plàncton o detritus i organismes diversos. Els seus fòssils són molt rars al jaciment geològic de Monte Bolca (Itàlia). Un altre fòssil seu, del període Rupelià de l'Oligocè i pertanyent a Mene oblonga var. pusilla, va ésser trobat a Chiavon (Itàlia).